# Радоња (Фођа)
Радоња (итал. Radogna) је насеље у Италији у округу Фођа, региону Апулија.
Према процени из 2011. у насељу је живело 25 становника. Насеље се налази на надморској висини од 280 м.